# Подгородье (Архангельская область)
Подгородье — посёлок в Вельском районе Архангельской области. Входит в состав муниципального образования «Низовское».

## География
Посёлок расположен в 36 километрах на юг от города Вельск на правом берегу реки Вага. Ближайшие населённые пункты: на юге деревня Леоновская, находящаяся в Верховажском районе Вологодской области.
Часовой пояс
Подгородье, как и вся Архангельская область, находится в часовой зоне МСК (московское время). Смещение применяемого времени относительно UTC составляет +3:00.

## Население
| 2002 | 2010 | 2012 | 2014 |
| ---- | ---- | ---- | ---- |
| 96   | ↘50  | ↗73  | ↘71  |